# ام‌اس‌سی‌آی
ام‌اس‌سی‌آی (انگلیسی: MSCI) شرکت خدمات مالی آمریکایی است، که در زمینه مدیریت دارایی، سرمایه‌گذاری در سهام و شاخص‌های بورس، آنالیز بازار، مدیریت صندوق‌های سهام، صندوق‌های درآمدی و صندوق‌های پوشش ریسک، همچنین مدیریت پورتفولیو فعالیت می‌کند.
مؤسسه مالی ام‌اس‌سی‌آی در سال ۱۹۶۹ بعنوان زیرمجموعه‌ای از شرکت کپیتال گروپ تأسیس شد و در سال ۱۹۸۶ توسط مورگان استنلی خریداری گردید و فعالیت خود را تحت عنوان مورگان استنلی کپیتال اینترنشنال (انگلیسی: Morgan Stanley Capital International) آغاز نمود. دفتر مرکزی این شرکت در مرکز تجارت جهانی هفت، در منهتن، نیویورک قرار دارد و بخشی از سهام آن در بازار بورس نیویورک معامله می‌شود.